# Spezia Calcio
Pour les articles homonymes, voir Spezia.
Maillots
Actualités
Dernière mise à jour : 1er décembre 2023.
Le Spezia Calcio est un club italien de football fondé en 1906 basé à La Spezia dans la province de La Spezia.
Après avoir été champion de Serie C1 en 2006, le Spezia Calcio 1906 évoluait chez les pros de la Serie B, avant d'être déclaré en faillite et repris en 2008 par une équipe d'amateurs (Associazione Sportiva Dilettantistica Spezia Calcio 2008).
La Spezia Calcio évolue en Serie B depuis la saison 2023-2024.

## Historique
Le 10 octobre 1906, le négociant suisse Hermann Hurni, avec l'aide de plusieurs de ses compatriotes, fonde la section football du Sport Club Spezia. Ce club, cependant, a une activité assez courte, se limitant à défier sur la Place d'Armes des équipes de marin en escale dans le port de la cité côtière. Bientôt l'initiative est prise pour pérenniser une structure consacrée au football dans cette localité ligurienne: le 20 novembre 1911 naît le Spezia Football Club, constituée d'une organigramme et émanation directe du Sport Club Spezia. Le premier président élu est Francesco Corio, et parmi les administrateurs on retrouve également Alberto Picco, capitaine et premier buteur de l'histoire du club spezzini, qui tomba héroïquement pendant la Première Guerre mondiale, à la première bataille de l'Isonzo.

## Identité

### Changements de nom
- 1906-1911 : Sport Club Spezia
- 1911-1936 : Foot Ball Club Spezia
- 1936-1943 : Associazione Calcio Spezia
- 1943-1944 : VV.FF. Spezia
- 1945-1954 : Associazione Calcio Spezia
- 1954 : Associazione Calcio Spezia-Arsenal
- 1954-1986 : Foot Ball Club Spezia 1906
- 1986-1995 : Associazione Calcio Spezia
- 1995-2005 : Spezia Calcio 1906
- 2005-2008 : Spezia Calcio
- 2008-2009 : Associazione Sportiva Dilettantistica Spezia Calcio 2008
- 2009- : Spezia Calcio

### Logos
Le changement de logo en 2023 suscite une polémique, de nombreux supporters et citoyens trouvant que ce logo rappelle la symbolique néonazie ou d'extrême droite. Une pétition réclame le retrait du logo ; le club indique avoir « créé un logo dont nos supporters peuvent être fiers ».

2005-2023
2023-2025
Depuis 2025.

## Palmarès et résultats

### Palmarès
- Championnat Alta d'Italie : 1944 (it)
- Championnat de Serie C : 1929, 1936, 1940
- Championnat de Serie D : 1958, 1966
- Championnat de Serie C2 : 1980, 1986, 2000
- Coupe d'Italie Serie C : 2005, 2012
- Championnat de Serie C1 - Groupe A : 2006, 2012
- Supercoupe de Ligue Serie C1 : 2006, 2012

### Records individuels
|   | Nom             | Matchs | Dates                |
| - | --------------- | ------ | -------------------- |
| 1 | Osvaldo Motto   | 409    | 1967-1979            |
| 2 | ? Zennaro       | 381    | ?                    |
| 3 | ? Bonanni       | 378    | ?                    |
| 4 | Pasquale Farina | 259    | 1929-1931, 1932-1941 |
| 5 | ? Giulietti     | 255    | ?                    |

|   | Nom                   | Buts | Dates                                      |
| - | --------------------- | ---- | ------------------------------------------ |
| 1 | Giovanni Costa        | 74   | 1940-1944, 1946-1949, 1951-1952, 1954-1955 |
| 2 | Massimiliano Guidetti | 60   | 2004-2008                                  |
| 3 | Giovanni Costanzo     | 60   | 1940-1943                                  |
| 4 | Giovanni Bermone      | 54   | 1931-1937                                  |
| 5 | Gino Rossetti         | 47   | 1921-1926, 1938-1939                       |

## Personnalités du club

### Joueurs célèbres
- Massimo Agostini
- Enrico Albertosi
- Sergio Battistini
- Roberto Bordin (it)
- Sergio Borgo (it)
- Renato Buso
- Riccardo Carapellese
- Daniele Carnasciali
- Mario Castellazzi (it)
- Eusebio Castigliano
- Davor Jozić
- Fabrizio Lorieri (it)
- Dorin Goian
- Andrea Mazzantini (it)
- Luca Mondini
- Goran Pandev
- Giuseppe Pillon (it)
- Fausto Salsano
- Luigi Scarabello
- Luciano Spalletti
- Cristian Zaccardo